# アドニス・リバス
アドニス・リバス（Adonis Rivas、1972年12月7日 - ）は、ニカラグアのプロボクサー。レオン出身。元WBO世界フライ級王者。元WBO世界スーパーフライ級王者。世界2階級制覇王者。
馬の意味を持つCaballoの愛称で親しまれている。

## 来歴
1995年10月21日、8戦全勝の選手を相手にプロデビュー(3回TKO勝ち)。
1997年3月15日、セルヒオ・ゴンサレスと対戦するが、4回レフェリーストップによるTKO負けを喫しプロ初黒星を喫した。
1997年7月5日、アントニオ・ゴンサレスと対戦し、8回引き分けに終わり再起ならず。
1998年1月6日、カルロス・ラゾと対戦。8戦全敗の相手にこの試合は取りこぼしが許されない試合だったが、結果は2回無効試合に終わった。
1999年11月20日、アメリカデビューが世界初挑戦。ネバダ州ラスベガスハードロック・ホテル・アンド・カジノ内ザ・ジョイントにて、19戦全勝のWBO世界スーパーフライ級王者ディエゴ・モラレスと対戦。サウスポーの強打者で20歳の若き世界王者を相手に序盤から観客の大ブーイング覚悟でスピードを生かしたアウトボクシングでモラレスを翻弄。強打を空転させながらポイントを獲得。結果は3-0(3者とも115-112)で、終盤のモラレスの追い上げを振り切り王座獲得に成功した。モラレスはプロ初黒星を喫することになった。
2000年3月25日、マナグアにあるエスタディオ・ナシオナルにてペドロ・モルクエチョと対戦し、スピードを生かしたアウトボクシングで先手を奪うも後半になるとモルクエチョの追撃があったが、11回負傷判定3-0(106-103が2者、107-102)で初防衛に成功した。
2000年9月2日、ホエル・ルナ・ザラテと終始リバスが優位進めて、3-0(116-112、115-113、118-112)の判定勝ちで2度目の防衛に成功した。
2001年6月16日、パナマファンディアスにあるギムナシヴォ・ヌエヴォにて23戦無敗の指名挑戦者ペドロ・アルカサールと対戦するも、序盤からリバスのスピードをアルカサールが読み取って先手を打つようにポイントを連取。後半はリバスがアルカサールに意地を見せる追い上げがあるも長く続かず1-2(116-114、2者が112-116)の判定負けを喫し3度目の防衛に失敗し王座から陥落した。
2001年12月15日、ハビエル・メディナとWBOラテンアメリカフライ級王座を賭け対戦し、5回10秒、メディナの棄権により王座獲得に成功した。
2002年5月4日、ハイル・ヒメネスとWBO世界フライ級暫定王座決定戦を行い、コロンビアの強打者ヒメネスに苦しむもスピードを生かしたアウトボクシングで活路を見出して追い上げ2-0(2者が115-113、114-114)でヒメネスをわずかに上回り2階級制覇を達成した。
同日、フェルナンド・モンティエルがWBO世界スーパーフライ級王座に挑戦する為にWBO世界フライ級正規王座を返上したため、リバスは正規王座に認定された。
2002年7月13日、アルゼンチンブエノスアイレスのエスタディオ・ルナ・バルクにて11戦無敗のオマール・ナルバエスと対戦したが、終始ナルバエスの技巧に苦戦し7回にダウンを奪われるとナルバエスがほとんどラウンドを取る勢いに乗せられる展開になり、0-3(109-117、109-119)の大差判定負け。今までの判定に中で屈辱の完封の形を許し初防衛に失敗し、王座から陥落した。
2003年8月21日、サンノゼのHPパヴィロンにて17戦無敗のホセ・ナバーロとWBCアメリカ大陸スーパーフライ級王者を賭け対戦し、無敗ながらのテクニシャンナバーロを相手にプロ初の苦戦を演じさせた。0-3(2者が113-115、113-116)の僅差判定負けを喫し王座獲得ならず。
2004年3月27日、ティフアナアウディトリオ・ムニシオパルにて世界バンタム級王者ウィラポン・ナコンルアンプロモーションへの挑戦権を賭けて5年振りにディエゴ・モラレスと対戦。前回と違いモラレスがペースを握りスピードを生かして反撃するも0-3(2者が112-115、112-116)の判定負けを喫しウィラポンへの挑戦権獲得に失敗した。
2004年5月22日、メキシコシティのプラザ・デ・トロスにてヘナロ・ガルシアが持つFECARBOXバンタム級王座に挑戦し、8回レフェリーストップによるTKO負けを喫し王座獲得に失敗した。
2004年12月30日、デービス・アロセメナが持つFECARBOXバンタム級王座に再挑戦し終始有利に進み、9回にダウンを奪いスコアを突き放し3-0(117-112、116-112、114-113)の判定勝ちを収め王座獲得に成功した。
2005年2月17日、後の世界2階級制覇王者のジョニー・ゴンサレスとウィラポン・ナコンルアンプロモーションへの再度挑戦権獲得を賭け対戦したが、何度もゴンサレスの強打にさらされ何もできなかった。0-3(3者とも110-118)の判定負けを喫し挑戦権再度獲得に失敗した。
2005年12月16日、モンテレイにあるモンテレー・アリーナにて、後にメキシコ初の世界5階級制覇を達成するホルヘ・アルセとWBC世界フライ級暫定王座決定戦を行い、終始アルセの猛攻にさらされ最後はレフェリーが救出。10回1分20秒TKO負けを喫し王座獲得に失敗と同時にフライ級2冠王座ならず。
2006年1月28日、再度ホルヘ・アルセが持つWBC世界フライ級暫定王座に挑戦。またしてもアルセに何もさせられてもらえず6回終了時リバスの棄権のリクエストにより返り討ちを食らった。
2006年5月27日、アルベルト・ミトレとWBAフェデラテンバンタム級王座決定戦を行い、3-0(99-91が2者99-92)の判定勝ちを収め王座獲得に成功した。
2007年2月23日、後にバンタム級で世界挑戦するアルバロ・ペレスと対戦し、10回判定負けを喫し現役を引退を発表した。
2010年3月12日、引退を撤回し現役復帰。レネ・アルバラードと対戦し、0-3の判定負けを喫した。
2011年3月4日、イヴァン・ポゾが持つ、WBCムンドヒスパノバンタム級王座に挑戦するも、判定負けを喫し王座獲得ならず。
2011年6月25日、エルヴィス・ギーエンと対戦し引き分けに終わり2回目の現役引退を表明。
2013年3月16日、再度現役復帰。ラファエル・カスティーロと対戦し、0-3の判定負け。
2013年6月22日、エドウィン・カリィロと対戦し、2回1分51秒に両者負傷し無効試合に終わった。

## 獲得タイトル
- WBO世界フライ級暫定王座（防衛0→正規王座に認定）
- WBO世界スーパーフライ級王座（防衛2）
- WBO世界フライ級王座（防衛0）
- WBOラテンアメリカフライ級王座
- FECARBOXバンタム級王座
- WBAフェデラテンバンタム級王座